# 林沛理
林沛理（英語：Perry Lam，？—），香港作家、文化評論家，香港浸會大學客座教授、香港電台廣播節目《講東講西》主持人。曾為《瞄》（Muse）雜誌編輯總監、雪城大學香港中心客座教授、牛津大學出版社（中國）英語教學出版總編輯、香港01執行總編輯。常於香港及內地報章撰寫專欄，如《信報》、《明報》、《南方都市報》、《SCMP》及《亞洲週刊》
等。

## 出版作品
- . 次文化堂. 2004. ISBN 9789629921118.
- . 次文化堂. 2007. ISBN 9789629921583.
- . 次文化堂. 2008. ISBN 9789629921897.
- . 信報出版社. 2009. ISBN 9789881836335.[13]
- . 信報出版社. 2010. ISBN 9789881944900.
- . 快樂書房. 2010. ISBN 9789881891488.
- . 信報出版社. 2011. ISBN 9789881550354.[14]
- . Hong Kong University Press. 2011. ISBN 9789881500519.
- . 中國人民大學出版社. 2011. ISBN 9787300138534.[15]
- . 美商麥格羅希爾國際股份有限公司台灣分公司. 2011. ISBN 9789861578200.
- . 中国人民大学出版社. 2012. ISBN 9787300162652.
- . 快樂書房. 2012. ISBN 9789881644824.
- . 二魚文化. 2013. ISBN 9789865813130.
- . 天窗出版社. 2014. ISBN 9789881680808.
- . 中国人民大学出版社. 2015. ISBN 9787300203041.
- . 商務印書館（香港）. 2017. ISBN 9789620704338. [16]

## 政治傾向
林沛理經常在不同報章雜誌上批評泛民主派 ，亦多有批評政府施政的文章，但亦有論者指林沛理立場是親中派。

## 藝評獎爭議
藝術發展局首屆的「ADC藝評獎」邀得林沛理做評審之一（同屆評審包括 邱立本、潘麗瓊、黃子程、也斯等），結果由批判港產片《低俗喜劇》的賈選凝獲得金獎，得到來自公帑的五萬元獎金 。此結果經香港「蘋果日報」報導，曾引發社會爭議，指林沛理和賈選凝早就相熟，另外連同林沛理在內，多位評審如邱立本（亞洲週刊總編輯）和潘麗瓊被指立場可疑，質疑是利益輸送和以政治傾向評價文章。

## 外部連結
- 林沛理@灼見名家 （页面存档备份，存于）
- 《專訪林沛理：英為中用，是一種思維方式》 橙新聞 2017年4月13日 （页面存档备份，存于）
- 《Hong Kong’s weirdly exclusive election campaign》 The Washington Post 2017年2月14日 （页面存档备份，存于）
- 《訓練辨錯能力 提升中英水平》 經濟通 2015年5月7日[永久]
- 《文化．電影 — 林沛理》 梁鍵煒 (香港城市大學)  2011年